# Ruta de Nueva Jersey 3
La Ruta 3 es una carretera estatal de acceso limitado en Nueva Jersey. La ruta es 10.84-millas (17.45 km) de longitud y va de U.S. Route 46 en Clifton, Condado de Passaic sudeste a U.S. Route 1/9 en North Bergen, Condado de Hudson.